# Andrenosoma pusillum
Andrenosoma pusillum là một loài ruồi trong họ Asilidae. Andrenosoma pusillum được Hermann miêu tả năm 1906. Loài này phân bố ở vùng Cổ Bắc giới.